# Junonia terea

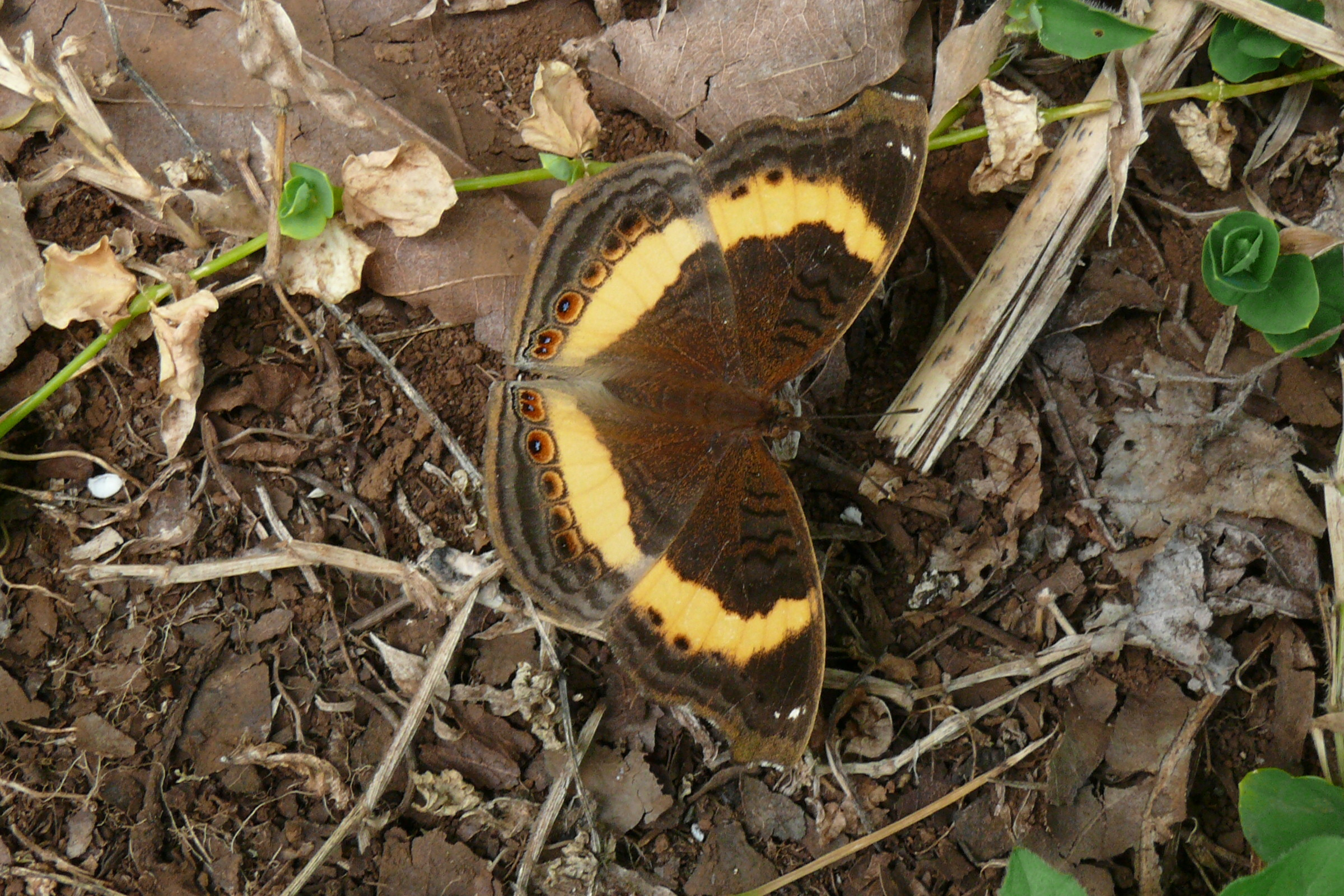
Junonia terea in Nordtansania

Junonia terea ist ein in Afrika vorkommender Schmetterling (Tagfalter) aus der Familie der Edelfalter (Nymphalidae).

## Beschreibung

### Falter
Die Flügelspannweite der Falter beträgt 50 bis 55 Millimeter bei den Männchen und 52 bis 60 Millimeter bei den Weibchen. Es liegt kein Sexualdimorphismus vor. Die Grundfarbe der Flügeloberseiten bei beiden Geschlechtern ist dunkelbraun. Über die Diskalregion der Vorder- und Hinterflügel erstreckt sich eine orangegelbe bis hellgelbe Binde, die abhängig von jahreszeitlichen, klimatischen oder regionalen Gegebenheiten in ihrer Breite und Intensität variiert. Nahe dem Apex heben sich auf den Vorderflügeln mehrere sehr kleine weiße Flecke ab. In der Submarginalregion der Hinterflügel ist eine Reihe rotbrauner Augenflecke erkennbar, die teilweise bläulich gekernt sind. Am Analwinkel befinden sich bei einigen Formen sehr kurze Schwänzchen. Die Flügelunterseiten sind cremig, hellbraun oder graubraun gefärbt, zeigen nur undeutliche Streifenzeichnungen, Flecke und Marmorierungen und ähneln einem vertrockneten Blatt. In Afrikaans wird die Art deshalb als Bos-blaarvlerk (Wald-Blattflügel) bezeichnet.

### Ähnliche Arten
Da die ähnlich gefärbten und gezeichneten Falter von Yoma sabina und Cupha prosope in Südostasien bzw. in Australien vorkommen, gibt es keine geographische Überlappung und somit keine Verwechselungsgefahr mit der in Afrika heimischem Junonia terea.

## Verbreitung und Lebensraum

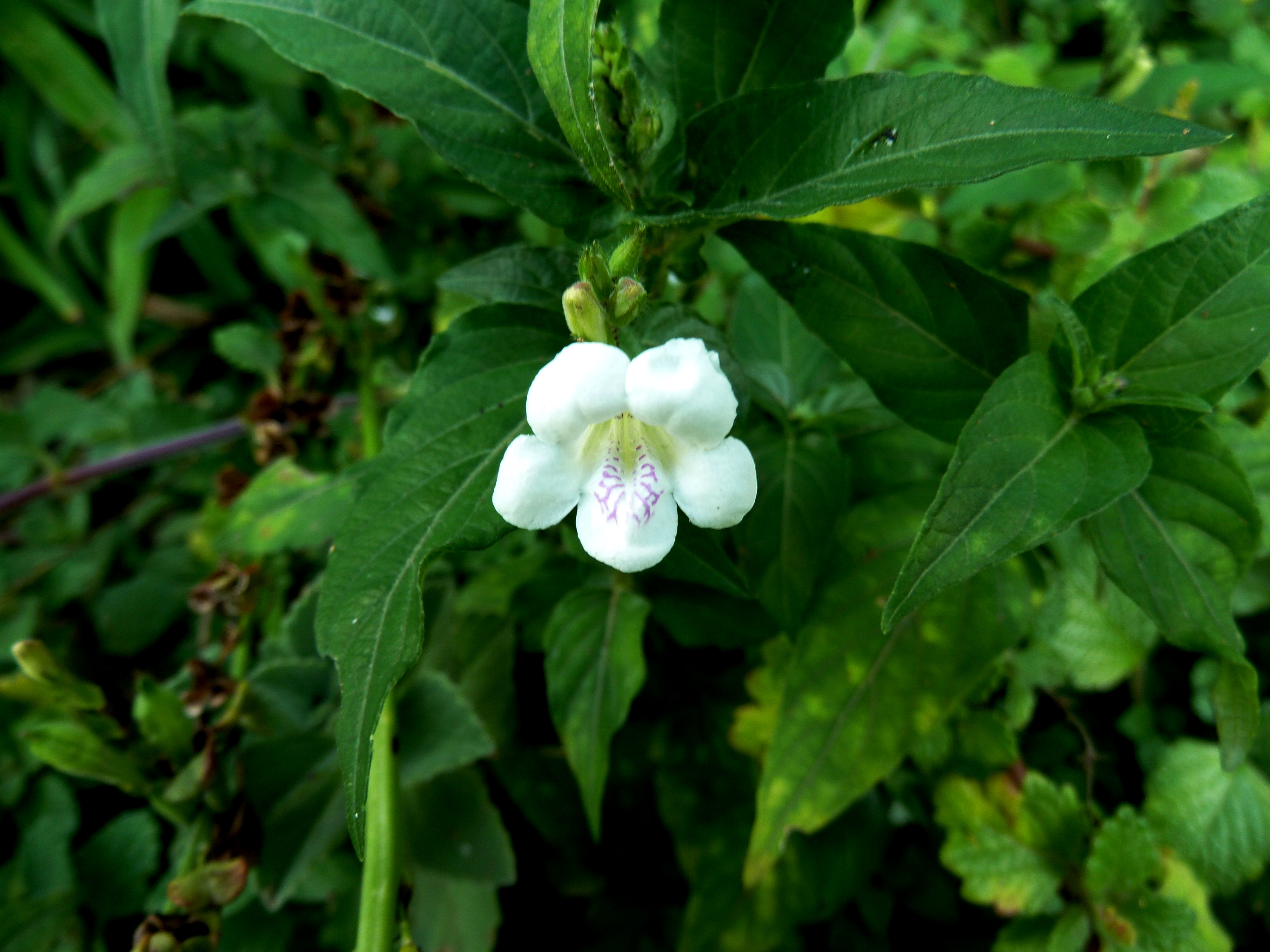
Asystasia gangetica, eine Nahrungspflanze der Raupen

Junonia terea kommt im Osten, Südosten und der Mitte Afrikas verbreitet vor. Es werden vier Unterarten geführt. Die Art besiedelt bevorzugt degradierte Wälder. Sie ist jedoch auch in Gärten und Parkanlagen von Großstädten anzutreffen. In Tansania kommt sie in Höhenlagen vom Meeresspiegel bis zu 2200 Meter vor.

## Lebensweise
Die Falter fliegen in mehreren Generationen das ganze Jahr hindurch, schwerpunktmäßig im Mai und November. Zur Nektaraufnahme besuchen sie Blüten. Die Männchen saugen zuweilen auch an Kuhfladen, um Flüssigkeit und Mineralstoffe aufzunehmen. Typischerweise patrouillieren sie im Gleitflug entlang von Forststraßen, in Waldlichtungen und ähnlichen halboffenen Lebensräumen, wo sie ihre Reviere gegen Artgenossen verteidigen. Im englischen Sprachgebrauch werden sie deshalb als Soldier Pansy (Schöner Soldat) bezeichnet. Die Weibchen legen die Eier einzeln auf der Nahrungspflanze ab. Nach dem Schlüpfen vertilgen die jungen Raupen  zunächst ihre Eihüllen. Nach dem Durchlaufen von fünf Stadien verpuppen sich die Raupen. Die Puppe ist als Stürzpuppe ausgebildet und hängt an einem aus Seidenfäden gesponnenen Polster an der Unterseite eines Blattes. Nach 14 bis 19 Tagen schlüpfen die Falter. Die Raupen ernähren sich von den Blättern von Asystasia gangetica sowie von den zu den Akanthusgewächsen zählenden Pflanzengattungen Barleria, Wasserfreunde (Hygrophila), Justicia  und Paulowilhelmia.